# São João Evangelista em Spinaceto (título cardinalício)
São João Evangelista em Spinaceto (em latim, Sancti Ioannis Evangelistæ in Spinaceto) é um título cardinalício instituído em 25 de maio de 1985 pelo Papa João Paulo II.

## Titulares protetores
- Miguel Obando Bravo (1985-2018)
- Álvaro Leonel Ramazzini Imeri (desde 2019)